# 주말 (1967년 영화)
《주말》(Week End)은 프랑스에서 제작된 장 뤽 고다르 감독의 1967년 블랙 코미디, 드라마 영화이다. 미레일 다르크 등이 주연으로 출연하였다.

## 출연

### 주연
- 미레일 다르크
- 장 얀느

### 조연
- 장 피에르 칼폰
- 발레리 라그레인지
- 장 피에르 레오
- 예브 베네이통
- 폴 제고프
- 다니엘 포메렐
- 이베스 아퐁소
- 줄리엣 베르토
- 헬렌 스콧
- 안느 비아젬스키
- 라스즐로 스자보
- 미쉘 브레튼
- 장 외스타슈